# Benkowski Sofia
Benkowski Sofia (bułg. СК "Бенковски" (София)) – bułgarski klub piłkarski z siedzibą w stolicy kraju, mieście Sofia, działający w latach 1919–1949.

## Historia
Chronologia nazw:
- 1919: Benkowski Sofia (bułg. СК "Бенковски" (София))
- 26.12.1926: Serdika Sofia (bułg. СК "Сердика" (София)) – po fuzji ze Sredec Sofia
- 07.1930: Benkowski Sofia (bułg. СК "Бенковски" (София))
- 28.06.1931: Benkowski Sofia (bułg. СК "Бенковски" (София)) – po dołączeniu Benkowski-15 (Sofia)
- 02.1949: Dinamo (Baniszora, Sofia) (bułg. СК Динамо (кв. Банишора, София)) – po fuzji z "Profesjonalnym Stowarzyszeniem Inżynierów Elektryków"
- 19.09.1949: klub rozwiązano – po fuzji z Łokomotiw (Sofia), Chimik (Sofia) i Metalik (Sofia), tworząc DSO Energia Sofia

Klub Sportowy o nazwie Benkowski został założony w Sofijskiej dzielnicy Baniszora w 1919 roku w wyniku połączenia klubów osiedlowych Oreł (Baniszora), Wihyr (Baniszora) i Spartak (Baniszora). W inauguracyjnym sezonie 1921/22 mistrzostw Sofii jeszcze przed rozpoczęciem rozgrywek klub wzmocnił Sławię, która wygrała mistrzostwa miasta. W następnym sezonie 1922/23 zespół jako samodzielny klub startował w mistrzostwach Sofii, kiedy doszło do rozłamu i stołeczne kluby zostały podzielone na Sofijską Ligę Sportową oraz Sofijski Związek Sportowy. Klub stał po stronie Sofijskiej Ligi Sportowej, w której uplasował się na końcowej 9 pozycji. Po zakończeniu sezonu doszło do porozumienia pomiędzy dwoma organizacjami i w sezonie 2023/24 startowała jedyna Sofijska dywizja. Zespół został zakwalifikowany do drugiej dywizji. W 1925 zdobył mistrzostwo, ale nie uzyskał promocji do I dywizji. W następnym sezonie 1925/26 ponownie został mistrzem i awansował do pierwszej dywizji. 26 grudnia 1926 roku klub połączył się z zespołem Sredec Sofia pod nazwą Serdika. W sezonie 1928/29 zespół zajął ostatnie 6.miejsce i został zdegradowany do II dywizji. W lipcu 1930 roku klub powrócił do nazwy Benkowski. 28 czerwca 1931 roku do klubu dołączył zespół Benkowski-15 (Sofia). W sezonie 1935/36 zwyciężył w II dywizji i powrócił do I dywizji. W 1940 roku nastąpiła reorganizacji mistrzostw Bułgarii, wskutek czego klub został zdegradowany do drugiej dywizji. W następnym sezonie 1940/41 zespół został mistrzem i powrócił po roku do I dywizji. W sezonie 1943/44 zajął drugie miejsce w tabeli końcowej Sofijskiej pierwszej dywizji i zakwalifikował się do finałów Mistrzostw Bułgarii na szczeblu centralnym. W pierwszej rundzie, pokonał dwukrotnie AS 23 Sofia 3:1 i 7:1, potem wygrał mecze 1/8 finału 6:0, 3:0 z Sławia Dupnica, ale mecze ćwierćfinałowe z Chan Kubrat Popowo nigdy się nie odbyły z powodu ustanowienia rządów komunistycznych 9 września 1944 roku i początkowego chaosu, który nastąpił po tym wydarzeniu.
Potem przez kolejne trzy sezony zespół występował w I dywizji, ale bez większych sukcesów, a w 1947 zajął 7.miejsce i spadł do drugiej dywizji Mistrzostw Sofii. Na początku lutego 1949 roku klub połączył się ze sportowcami z "Zawodowego Stowarzyszenia Inżynierów Elektryków" pod nazwą Dinamo (rejon Baniszora, Sofia).
Klub Benkowski istniał pod nazwą Dinamo do 19 września 1949 roku, kiedy to po reorganizacji i przekształceniu klubów sportowych w dobrowolne organizacje sportowe (DSO) klub Dinamo został połączony z drużynami Łokomotiw (Sofia), Chimik (Sofia) i Metalik (Sofia) pod nazwą DSO Energia (Sofia).

## Barwy klubowe, strój, herb, hymn
|  |  |

Klub ma barwy niebiesko-czarne. Później zmieniono barwy klubu na zielono-białe. Piłkarze domowe spotkania zazwyczaj grają w zielonych koszulkach, białych spodenkach oraz zielonych getrach.

## Sukcesy

### Trofea międzynarodowe
Do chwili obecnej klub jeszcze nigdy nie zakwalifikował się do rozgrywek europejskich.

### Trofea krajowe
| \| \| Zdobyte trofea w rozgrywkach Bułgarii (stan na: 31-05-2024) \| |                                                             |      |                                        |
| Rozgrywki                                                            | Osiągnięcie                                                 | Razy | Sezon(y)                               |
| · Mistrzostwo                                                        | I miejsce                                                   | 0    |                                        |
| · Mistrzostwo                                                        | II miejsce                                                  | 0    |                                        |
| · Mistrzostwo                                                        | III miejsce                                                 | 0    |                                        |
| · Mistrzostwo                                                        | ćwierćfinalista                                             | 1    | 1944                                   |
| Puchar                                                               | zdobywca                                                    | 0    |                                        |
| Puchar                                                               | finalista                                                   | 0    |                                        |
| II liga                                                              | I miejsce                                                   | 0    |                                        |
| II liga                                                              | II miejsce                                                  | 2    | 1938/39 (gr.Sofia), 1942/43 (gr.Sofia) |
| II liga                                                              | III miejsce                                                 | 1    | 1939/40 (gr.Sofia)                     |
| Bułgaria                                                             | Zdobyte trofea w rozgrywkach Bułgarii (stan na: 31-05-2024) |      |                                        |

- II Sofijska diwizija (D3):
  - mistrz (4x): 1924/25 (gr.Sofia), 1925/26 (gr.Sofia), 1935/36 (gr.Sofia), 1940/41 (gr.Sofia)
  - wicemistrz (1x): 1947/48 (gr.Sofia)

- Puchar Ulpia Serdica: 
  - 3. runda (3x): 1937, 1938, 1939

## Poszczególne sezony

### Rozgrywki międzynarodowe

#### Europejskie puchary
Nie uczestniczył w rozgrywkach europejskich.

### Rozgrywki krajowe
| \| Bułgaria \| Bilans występów klubu w rozgrywkach piłkarskich Bułgarii (Stan na 31 maja 2025 r.) \| \| |                                                                                    |        |       |   |   |   |    |    |     |                                          |        |        |      |
| Poziom                                                                                                  | Rozgrywki                                                                          | Sezony | Mecze | Z | R | P | B+ | B– | Pkt | Lata                                     | Awanse | Spadki | Naj. |
| I | Nacionałna futbołna diwizija / Dyrżawno pyrwenstwo                                 | 1      |       |   |   |   |    |    |     | 1944                                     | 0      | 0      | 1/4  |
| II | B RPG / Wtora PFG / Pyrwa PFL / B PFG / Wtora PFL                                  | 14     |       |   |   |   |    |    |     | 1922/23, 1926–1929, 1936–1940, 1941–1947 | 1      | 4      | 1    |
| III | Treta amatorska futbołna liga                                                      | 12     |       |   |   |   |    |    |     | 1923–1926, 1929–1936, 1940/41, 1947/48   | 3      | 0      | 1    |
| IV | Obłastna futbołna liga                                                             | 0      |       |   |   |   |    |    |     |                                          |        |        |      |
| | Puchar Bułgarii                                                                    | 0      |       |   |   |   |    |    |     |                                          | 0      | 0      |      |
| Bułgaria                                                                                                | Bilans występów klubu w rozgrywkach piłkarskich Bułgarii (Stan na 31 maja 2025 r.) |        |       |   |   |   |    |    |     |                                          |        |        |      |

## Piłkarze, trenerzy, prezydenci i właściciele klubu

### Piłkarze

#### Znani piłkarze
- Benżamin Asturg – "Benżo"
- Lubomir Petrow – "Bobi"
- Lubomir Nikołow

## Struktura klubu

### Stadion
Drużyna rozgrywała swoje mecze domowe w Sofii na boisku Benkowskiego, które znajdowało się w dzielnicy Baniszora w Sofii. W sierpniu 1924 roku władze miasta Sofia przeznaczają teren pod budowę boiska sportowego dla klubu, które znajdowało się na zachód od ogrodu przed "Domem Matki" w Sofii, pomiędzy ulicami Sofronij Wraczanski i Strandża w Sofii. Stadion "Benkowski" nie miał trybun i mógł pomieścić około 4000 widzów. W latach dwudziestych XX wieku na stadionie "Benkowski" odbywały się oficjalne mecze Mistrzostw Sofii w Piłce Nożnej. Po 1928 roku klub wykorzystywał boisko głównie do celów treningowych, a grał na stadionie Lewskiego. 

## Kibice i rywalizacja z innymi klubami

### Derby
- AS 23 Sofia
- Atletik Sofia
- Borisław Sofia
- Byłgaria Sofia
- FK 13 Sofia
- Lewski Sofia
- Pobeda Sofia
- Pobeda Sofia (1920–1923)
- Rakowski Sofia
- SK Sofia
- Sława Sofia
- Sławia Sofia
- Sokoł Sofia
- Sokoł Sofia (1915–1926)